# Rio Batei
O Rio Batei é um rio da Romênia afluente do Rio Neau, localizado no distrito de Alba.